# Peter Fleischmann
Peter Fleischmann (Zweibrücken, 26 de julho de 1937 – Potsdam, 10 de agosto de 2021) foi um cineasta alemão.

## Biografia
Iniciou seus estudos em Munique, no Deutsches Institut für Film und Fernsehen (DIFF) e em seguida trabalhou como assistente de direção e gerente de unidade para a companhia produtora Schongerfilm.
Entre 1960 e 1962, estudou em Paris, no Institut des Hautes Études Cinématographiques (IDHEC). Depois da graduação, realizou uma série de curtas documentais e infantis, entre eles "Alexander und das Auto ohne linken Scheinwerfer", com o qual venceu um prêmio especial no Festival de Veneza de 1966. 
Em 1969, fundou com Volker Schlöndorff a produtora Halleluja Film.
Em 1970, convidou o cinegrafista brasileiro Dib Lutfi para ir à Alemanha trabalhar nas filmagens de Das Unheil, filme lançado em 1972.
Morreu em 10 de agosto de 2021, aos 84 anos.

## Filmografia
Diretor
- Begegnung Mit Fritz Lang (1963)
- Alexander Das Auto Ohne Linken Scheinwerfer (1966)
- Herbst Der Gammler (1967)
- Jagdzenen aus Niederbayern (1968)
- Das Unheil (1972)
- Dorothea Rache (1974)
- La Faille (1975)
- Die Hamburger Krankheit (1979)
- Der Frevel (1983)
- Es Ist Nicht Leicht, Ein Gott Zu Sein (1989)
- Abenteuer Rubland (1992)